# طریف
طریف (به عربی: مدینة طریف)، شهری است در کشور پادشاهی عربستان سعودی واقع در شبه جزیره عربستان. این شهر در أقصی شمال کشور عربستان سعودی، و در نزدیکی مرز کشور اردن واقع شده‌است. خط لوله نفت که معروف است به (تاب لاین) از ظهران می‌آید از این شهر می‌گذرد سپس به اردن، سوریه و لبنان و به ساحل دریای مدیترانه می‌رسد. «شهر طریف» دارای یک باند فرودگاه داخلی است، و به زراعت انگور و نخل خرما مشهور است.

## نام شهر
در دوران قدیم به نام (طریفه) نامیده می‌شده‌است، که تصغیر نام (طرفه) است، و مفرد آن (طرفاء) است. در اصل نام گیاهی است که به کثرت در آن ناحیه می‌روید. همچنین «طریف» نام چاه آب آبی بوده که تعلق به (بنی جذیمه بن مالک بن نصر بن قعین بن ثعلبه بن دودان بن أسد) بوده‌است. در این مورد شاعر
«المرار الفقعسی» می‌سراید:
| لعمرک اننی لأحب نجدا      |  | وما أرای الی نجد سبیلا     |
| وکنت حسبت طیب تراب نجد    |  | وعیشا «بالطریفة» لن یزولا  |
| أجدّک لن تری الأحفار یوماً  |  | ولا الخلق المبیّنة الحلولا  |
| ولا الولدان قد حلّوا عراها |  | ولا البیض الغطارفة الکهولا |
| اذا سکتوا رأیت لهم جمالاً  |  | وان نطقوا سمعت لهم عقولا   |